# Adelino Teixeira (football)
Pour les articles homonymes, voir Adelino Teixeira.
Adelino de Jesus Teixeira est un footballeur portugais né le 4 juin 1952 à Oliveira de Azeméis. Il évoluait au poste d'arrière gauche.

## Biographie

### En club
Adelino Teixeira joue principalement dans les clubs du Leixões SC, du FC Porto, et du Boavista,.
Il dispute un total de 328 matchs en première division portugaise, inscrivant quatre buts. Il est champion du Portugal à deux reprises avec le FC Porto, et remporte également une Coupe nationale.
Au sein des compétitions européennes, il dispute quatre matchs en Coupe d'Europe des clubs champions (un but), 17 matchs en Coupe de l'UEFA (un but), et enfin 11 matchs en Coupe des coupes. Il atteint à deux reprises les quarts de finale de la Coupe des coupes, tout d'abord en 1978, en étant éliminé par le RSC Anderlecht puis en 1982, en étant à nouveau battu par un club belge, en l'occurrence le Standard de Liège.

### En équipe nationale
International portugais, il reçoit 12 sélections en équipe du Portugal entre 1974 et 1981, pour aucun but marqué ,.
Il joue son premier match en équipe nationale le 13 novembre 1974 en amical contre la Suisse (défaite 0-3 à Berne). 
Son dernier match a lieu le 18 novembre 1981 contre l'Écosse dans le cadre des qualifications pour la Coupe du monde 1982 (victoire 2-1 à Lisbonne).

## Palmarès
Avec le FC Porto :
- Champion du Portugal en 1978 et 1979
- Vainqueur de la Coupe du Portugal en 1977
- Vainqueur de la Supercoupe du Portugal en 1981